# Oxyaeida poultoni
Oxyaeida poultoni är en insektsart som beskrevs av Willy Adolf Theodor Ramme 1929. Oxyaeida poultoni ingår i släktet Oxyaeida och familjen gräshoppor. Inga underarter finns listade i Catalogue of Life.